# Antonio Bernocchi
Antonio Bernocchi (Castellanza, 17 de janeiro de 1859 - Milão, 8 de dezembro de 1930), foi um empresário e designer de moda italiano, fundador da grife Bernocchi e filho de um comerciante da região de fabrico no norte da Itália Rodolfo Bernocchi.
Antonio Bernocchi era um artesão. Ele fundou a Bernocchi em Legnano, nascido como uma pequena alfaiataria de alta qualidade em 1818, uma verdadeira fábrica têxtil industrial com milhares de funcionários em 1859.